# De Hotlist
De Hotlist is een radioprogramma op de Vlaamse radiozender Studio Brussel. Het programma wordt uitgezonden op zondag tussen 10.00 en 12.00 en wordt gepresenteerd door Mona Jünger.
De lijst brengt de 30 meest gedraaide platen van Studio Brussel.